# 뉴캐슬 시티 센터

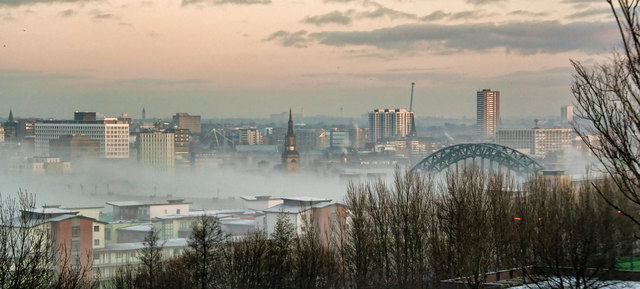
뉴캐슬 시티 센터의 스카이라인

뉴캐슬 시티 센터(영어: Newcastle City Centre)는 잉글랜드 뉴캐슬어폰타인의 도시 중심부이다. 과거부터 도시에서 가장 번화한 곳이며, 노스이스트잉글랜드의 문화적, 경제적 중심지이다. 가까이 타인강을 두고 게이츠헤드 타운 센터와 마주보고 있다. 시티 센터는 타인사이드 광역 도시권의 중심축을 형성한다. 헤이마켓, 키사이드, 센트럴 역, 그레인저 타운, 모뉴먼트, 갤로게이트, 차이나타운으로 지역을 구분하곤 한다.